# Muzeum Kněžice
Muzeum Kněžice (jinak též Expozice Kněžice) je muzeum v Kněžicích, zřizováno je obcí Kněžice a je součástí obecní knihovny, založeno bylo v roce 2003 po rekonstrukci zámku. Umístěno je na zámku Kněžice, čp. 1, zámek byl postaven ještě jako tvrz ve 14. století Hrutovici. V 15. století měla být tvrz přestavěna na lovecký zámeček, zámek také mohl být postaven až v 80. letech 16. století Valdštejny, ti zámek s obcí vlastnili až do bitvy na Bílé Hoře, pak zámek vlastnili až do roku 1945 Collaltové. V 18. století zámek přestavěli v barokním slohu, přistavěna byla boční věž, a posléze i druhá boční věž. Po roce 1945 zámek přešel do vlastnictví zemědělského družstva Kněžice a po roce 2000 se stal majetkem obce, která zámek mezi lety 2000 a 2003 zrekonstruovala.

## Expozice
Je zde vystavena stálá expozice pod názvem Živá a neživá příroda v okolí Kněžic. Vystaveny jsou panely o přírodě v jedné místnosti zámku.